# アリシア・モリク
アリシア・モリク（Alicia Molik, 1981年1月27日 - ）は、オーストラリア・アデレード出身の女子プロテニス選手。2004年のアテネ五輪で女子シングルスの銅メダルを獲得した選手である。4大大会でも、女子ダブルスで2005年全豪オープンと2007年全仏オープンの2勝があり、混合ダブルスでは3度の準優勝があった。自己最高ランキングはシングルス8位、ダブルス6位。WTAツアーでシングルス5勝、ダブルス7勝を挙げた。身長182cm、体重72kg。右利き、バックハンド・ストロークは片手打ち。日本語では「アリシア・モリック」と表記されることも多い。

## 来歴
1996年にプロ入り。1998年から女子テニス国別対抗戦・フェドカップのオーストラリア代表選手となり、オリンピックは2000年シドニー五輪と2004年アテネ五輪の2大会連続で出場した。2003年1月に地元オーストラリア・ホバートの大会で女子ツアーのシングルスに初優勝。長い間地味な存在の選手だったが、オリンピック直前の2004年8月第1週にスウェーデン・ストックホルムで行われた大会でツアー2勝目を果たすと、アテネ五輪でも波に乗って勝ち進み、シングルス準々決勝で日本の杉山愛を 6-3, 6-4 のストレートで破った。準決勝ではフランス代表のアメリ・モレスモに 6-7, 3-6 で敗れ、準決勝敗退選手の2人で争われる「銅メダル決定戦」に回ったが、そこで当年度の全仏オープン優勝者アナスタシア・ミスキナを 6-3, 6-4 で破り、モリクが女子シングルスの銅メダル獲得選手となった。
オリンピックをはさんで、モリクは2004年ウィンブルドンと全米オープンで2大会連続の混合ダブルス準優勝を記録した。パートナーはどちらも、同じオーストラリアの先輩選手トッド・ウッドブリッジであった。その後、彼女は10月末に室内コートの大会で2週連続優勝を成し遂げ、スイス・チューリヒ大会の決勝では当年度のウィンブルドン優勝者マリア・シャラポワ、ルクセンブルク大会の決勝ではディナラ・サフィナを破った。
2005年度は年頭にオーストラリア・シドニーの大会でツアー5勝目を挙げる。その後、全豪オープンでアリシア・モリクは選手経歴のハイライトを迎えた。シングルスでは自己最高の準々決勝でリンゼイ・ダベンポートに 4-6, 6-4, 7-9 の大激戦で敗れたが、ロシアのスベトラーナ・クズネツォワとペアを組んだダブルスで雪辱を果たし、決勝でダベンポートとコリーナ・モラリューのペアを 6-3, 6-4 で破って4大大会初優勝を決めた。全豪オープン終了後、モリクはシングルスで自己最高の「8位」にランクされ、オーストラリア出身の女子テニス選手としてウェンディ・ターンブル以来の世界ランキングトップ10入りを果たした。
ところが、テニス経歴のピークにあった時にモリクは慢性の前庭神経炎（英語：vestibular neuronitis）に見舞われ、4月過ぎからトーナメントで早期敗退が多くなった。これは内耳性の疾患で、この病気に冒されると、テニスに必要な視野とバランスの確保が難しくなる。モリクは発病後も体調の様子を見ながら何度かトーナメント出場を試みたが、結局うまくゆかず、しばらく病気療養のためテニスツアーへの参戦を断念する意向を表明した。
アリシア・モリクは2006年5月からツアーに本格復帰を果たし、10月の「ジャパン・オープン」にも出場した。2007年全仏オープンで、モリクはマラ・サンタンジェロ（イタリア）と女子ダブルスのペアを組み、決勝で杉山愛&カタリナ・スレボトニク組を 7-6, 6-4 で破って優勝した。モリクにとっては、病気からの復帰後初のタイトル獲得で、2005年全豪オープン以来2つ目の4大大会女子ダブルス優勝になった。この後ウィンブルドンの混合ダブルスでヨナス・ビョルクマン（スウェーデン）とペアを組んだ準優勝がある。
2度目のオリンピック出場となった2008年北京五輪では、シングルスは1回戦でスペイン代表のマリア・ホセ・マルティネス・サンチェスに 1-6, 1-6 で完敗し、ケーシー・デラクアと組んだ女子ダブルスでも1回戦でイタリア代表のフラビア・ペンネッタ&フランチェスカ・スキアボーネ組に 4-6, 4-6 で敗退している。
オリンピック終了後の2008年9月4日、アリシア・モリクは27歳で現役引退を表明したが、2009年8月に現役復帰を発表し、選手活動を再開した。2011年全豪オープンが最後の公式試合となった。
2011年2月にモリクは結婚し、2012年1月に第1子の長男を出産した。2013年からフェドカップのオーストラリア代表監督を務めている。

## WTAツアー決勝進出結果

### シングルス: 9回 (5勝4敗)
| 大会グレード         |
| -------------------- |
| グランドスラム (0–0) |
| ティア I (1–0)       |
| ティア II (1–1)      |
| ティア III (1–1)     |
| ティア IV & V (2–2)  |

| 結果   | No. | 決勝日         | 大会           | サーフェス    | 対戦相手               | スコア           |
| ------ | --- | -------------- | -------------- | ------------- | ---------------------- | ---------------- |
| 優勝   | 1.  | 2003年1月12日  | ホバート       | ハード        | エミー・フレージャー   | 6–2, 4–6, 6–4    |
| 準優勝 | 1.  | 2003年4月6日   | サラソタ       | クレー        | アナスタシア・ミスキナ | 4–6, 1–6         |
| 準優勝 | 2.  | 2003年4月20日  | ブダペスト     | クレー        | マギ・セルナ           | 6–3, 5–7, 4–6    |
| 準優勝 | 3.  | 2004年3月22日  | ウィーン       | クレー        | アンナ・スマシュノワ   | 2–6, 6–3, 2–6    |
| 優勝   | 2.  | 2004年8月8日   | ストックホルム | ハード        | タチアナ・ペレビニス   | 6–1, 6–1         |
| 優勝   | 3.  | 2004年10月24日 | チューリッヒ   | ハード (室内) | マリア・シャラポワ     | 4–6, 6–2, 6–3    |
| 優勝   | 4.  | 2004年10月31日 | ルクセンブルク | ハード (室内) | ディナラ・サフィナ     | 6–3, 6–4         |
| 優勝   | 5.  | 2005年1月15日  | シドニー       | ハード        | サマンサ・ストーサー   | 6–7(5), 6–4, 7–5 |
| 準優勝 | 4.  | 2005年2月21日  | ドーハ         | ハード        | マリア・シャラポワ     | 6–4, 1–6, 4–6    |

### ダブルス: 16回 (7勝9敗)
| 結果   | No. | 決勝日        | 大会               | サーフェス    | パートナー                   | 対戦相手                                                    | スコア           |
| ------ | --- | ------------- | ------------------ | ------------- | ---------------------------- | ----------------------------------------------------------- | ---------------- |
| 準優勝 | 1.  | 2000年1月16日 | ホバート           | ハード        | キム・クライシュテルス       | リタ・グランデ エミリー・ロワ                               | 2–6, 6–2, 6–3    |
| 準優勝 | 2.  | 2003年6月15日 | バーミンガム       | 芝            | マルチナ・ナブラチロワ       | エルス・カレンズ メイレン・ツー                             | 5–7, 4–6         |
| 準優勝 | 3.  | 2003年8月23日 | ニューヘイブン     | ハード        | マギ・セルナ                 | ビルヒニア・ルアノ・パスクアル パオラ・スアレス             | 6–7, 3–6         |
| 準優勝 | 4.  | 2004年4月5日  | アメリアアイランド | クレー        | ミリアム・カサノバ           | ナディア・ペトロワ メガン・ショーネシー                     | 6–3, 2–6, 5–7    |
| 優勝   | 1.  | 2004年6月19日 | イーストボーン     | 芝            | マギ・セルナ                 | スベトラーナ・クズネツォワ エレーナ・リホフツェワ           | 6–4, 6–4         |
| 優勝   | 2.  | 2004年8月8日  | ストックホルム     | ハード        | バルバラ・シェット           | エマニュエレ・ガグリアルディ アンナ＝レナ・グローネフェルト | 6–3, 6–3         |
| 優勝   | 3.  | 2004年11月7日 | フィラデルフィア   | ハード (室内) | リサ・レイモンド             | リーゼル・フーバー コリーナ・モラリュー                     | 7–5, 6–4         |
| 優勝   | 4.  | 2005年1月29日 | 全豪オープン       | ハード        | スベトラーナ・クズネツォワ   | リンゼイ・ダベンポート コリーナ・モラリュー                 | 6–3, 6–4         |
| 優勝   | 5.  | 2005年2月21日 | ドーハ             | ハード        | フランチェスカ・スキアボーネ | カーラ・ブラック リーゼル・フーバー                         | 6–3, 6–4         |
| 準優勝 | 5.  | 2005年3月5日  | ドバイ             | ハード        | スベトラーナ・クズネツォワ   | ビルヒニア・ルアノ・パスクアル パオラ・スアレス             | 7–6, 2–6, 1–6    |
| 優勝   | 6.  | 2005年3月21日 | マイアミ           | ハード        | スベトラーナ・クズネツォワ   | リサ・レイモンド レネ・スタブス                             | 7–5, 6–7(5), 6–2 |
| 準優勝 | 6.  | 2006年5月27日 | イスタンブール     | クレー        | サニア・ミルザ               | アナスタシア・ヤキモワ アリョーナ・ボンダレンコ             | 2–6, 4–6         |
| 準優勝 | 7.  | 2007年2月24日 | ドバイ             | ハード        | スベトラーナ・クズネツォワ   | カーラ・ブラック リーゼル・フーバー                         | 6-7, 4-6         |
| 準優勝 | 8.  | 2007年5月26日 | ストラスブール     | クレー        | 孫甜甜                       | 鄭潔 晏紫                                                   | 3–6, 4–6         |
| 優勝   | 7.  | 2007年6月12日 | 全仏オープン       | クレー        | マラ・サンタンジェロ         | カタリナ・スレボトニク 杉山愛                               | 7–6(5), 6–4      |
| 準優勝 | 9.  | 2007年8月12日 | ロサンゼルス       | ハード        | マラ・サンタンジェロ         | クベタ・ペシュケ レネ・スタブス                             | 0–6, 1–6         |

## 4大大会ダブルス優勝
- 全豪オープン 女子ダブルス：1勝（2005年） ［パートナー：スベトラーナ・クズネツォワ］
- 全仏オープン 女子ダブルス：1勝（2007年） ［パートナー：マラ・サンタンジェロ］
- ウィンブルドン 混合ダブルス準優勝：2度（2004年・2007年） ［パートナー：トッド・ウッドブリッジ → ヨナス・ビョルクマン］
- 全米オープン 混合ダブルス準優勝：1度（2004年） ［パートナー：トッド・ウッドブリッジ］

## 4大大会シングルス成績
略語の説明
| W | F | SF | QF | #R | RR | Q# | LQ | A | Z# | PO | G | S | B | NMS | P | NH |

W=優勝, F=準優勝, SF=ベスト4, QF=ベスト8, #R=#回戦敗退, RR=ラウンドロビン敗退, Q#=予選#回戦敗退, LQ=予選敗退, A=大会不参加, Z#=デビスカップ/BJKカップ地域ゾーン, PO=デビスカップ/BJKカッププレーオフ, G=オリンピック金メダル, S=オリンピック銀メダル, B=オリンピック銅メダル, NMS=マスターズシリーズから降格, P=開催延期, NH=開催なし.
| 大会           | 1999 | 2000 | 2001 | 2002 | 2003 | 2004 | 2005 | 2006 | 2007 | 2008 | 2009 | 2010 | 2011 | 通算成績 |
| -------------- | ---- | ---- | ---- | ---- | ---- | ---- | ---- | ---- | ---- | ---- | ---- | ---- | ---- | -------- |
| 全豪オープン   | 1R   | 3R   | 1R   | 1R   | 1R   | 4R   | QF   | A    | 3R   | 2R   | A    | 1R   | 2R   | 13–11    |
| 全仏オープン   | 3R   | 1R   | 1R   | 1R   | 1R   | 1R   | A    | 3R   | 1R   | A    | A    | 1R   | A    | 4–9      |
| ウィンブルドン | 1R   | 2R   | 2R   | 1R   | 3R   | 3R   | A    | 2R   | 2R   | A    | A    | 2R   | A    | 9–9      |
| 全米オープン   | 1R   | 2R   | 3R   | 2R   | 3R   | 2R   | 1R   | 1R   | 1R   | A    | A    | 1R   | A    | 7–10     |